# Бодніз
Бодніз — річка в Україні, у Новоселицькому районі Чернівецької області. Права притока Черлени (басейн Дунаю).

## Опис
Довжина річки приблизно 1,5 км.

## Розташування
Бере початок у селі Черленівка. Тече на північний схід і впададає у річку Черлену, ліву притоку Пруту.